# Rajd Costa Brava 1981
Rajd Costa Brava 1981 (29. Rally Costa Brava) – 29 edycja rajdu samochodowego Rajd Costa Brava rozgrywanego w Hiszpnii. Rozgrywany był od 20 do 22 lutego 1981 roku. Była to siódma runda Rajdowych Mistrzostw Europy w roku 1981 (rajd miał najwyższy współczynnik - 4) oraz pierwsza runda Rajdowych Mistrzostw Hiszpanii.

## Klasyfikacja rajdu
| Miejsce                      | Kierowca                     | Pilot                        | Samochód                     | Czas                         | Strata                       |                              |
| Klasyfikacja generalna i ERC | Klasyfikacja generalna i ERC | Klasyfikacja generalna i ERC | Klasyfikacja generalna i ERC | Klasyfikacja generalna i ERC | Klasyfikacja generalna i ERC | Klasyfikacja generalna i ERC |
| ---------------------------- | ---------------------------- | ---------------------------- | ---------------------------- | ---------------------------- | ---------------------------- | ---------------------------- |
| 1.                           | Adartico Vudafieri           | Arnaldo Bernacchini          | Fiat 131 Abarth              | 7:09:34                      | 0.0                          |                              |
| 2.                           | Jean-Claude Andruet          | Michèle Espinosi-Petit       | Ferrari 308 GTB              | 7:24:42                      | +15:08                       |                              |
| 3.                           | Juan Ignacio Canela          | Juan Ignacio Villalba        | Ford Fiesta MK1 1600S        | 7:45:41                      | +36:07                       |                              |
| 4.                           | Sancho Pablo de Sousa        | Guillermo Barreras           | Seat 124 / 2000              | 7:47:42                      | +38:08                       |                              |
| 5.                           | Carles Santacreu             | Antonio Santacreu            | Opel Ascona B 2.0 SR         | 7:50:12                      | +40:38                       |                              |
| 6.                           | Alfonso Marcos               | Francesc Bofill              | Seat 124 / 1800              | 7:58:51                      | +49:17                       |                              |
| 7.                           | Fede Prats                   | Jaume Vizern                 | Simca 1000 Rallye            | 8:14:22                      | +1:04:48                     |                              |
| 8.                           | Juan Carlos Herrero          | Manuel Mínguez               | Talbot Sunbeam Lotus         | 8:26:09                      | +1:16:35                     |                              |
| 9.                           | A. Cartoixa                  | A. Prats                     | Seat 124 / 1800              | 8:34:04                      | +1:24:30                     |                              |
| 10.                          | Gabriel Capuz                | Josep Maria Ventura          | Opel Kadett GT/E             | 8:38:57                      | +1:29:23                     |                              |